# Tauro Fútbol Club
Tauro Fútbol Club é um clube profissional de futebol localizado em Cidade do Panamá, capital do Panamá. Atualmente o clube disputa a Liga Cable Onda LPF, a liga de futebol de primeira divisão do Panamá. O clube foi fundado em 1984 pelo industrialista italiano Giancarlo Gronchi.

## História
Nos primeiros quatro anos de existência a equipa participou na liga ADECOPA. Em 1988, "Los Taurinos" criaram a Associação Nacional de Futebol Profissional (ANAPROF) e estabeleceram o campeonato nacional, juntamente com outras seis equipas. A equipa teve a honra de marcar o primeiro golo da liga, quando Carlos Maldonado deu à equipa a liderança no jogo frente aos rivais Plaza Amador.
"Los Albinegros" ganharam o seu primeiro campeonato nacional em 1989, quando comandados pelo lendário treinador uruguaio Miguel Mansilla, que iria manter-se durante vinte anos nesse mesmo cargo. O título voltaria a ser ganho em 1991, seguindo-se seis anos consecutivos em que a equipa não levantou um único troféu. A seca terminaria em 1997 quando Patricio Guevara marcou o golo da vitória frente aos Euro Kickers na final.

## Elenco atual
Atualizado em 6 de maio de 2021.
Legenda
- : Capitão
- : Jogador suspenso
- : Jogador lesionado

## Títulos
- Liga Panameña de Fútbol: 7
  - Campeão (16): 1989; 1991; 1996-97; 1997-98, 1999-2000; 2003; 2007 (Apertura); 2010 (Apertura); 2012 (Clausura); 2013 (Apertura); 2017 (Clausura); 2021 (Clausura)
  - Vices (8): 1990; 1994-95; 1998-99; 2000-01; 2006; 2008 (Apertura); 2009 (Apertura); 2018 (Apertura); 2019 (Apertura)

Escudo antigo

## Antigos Jogadores
- Ruben Guevara
- Alfredo Poyatos
- Frank Lozada
- Carlos Cubilla
- Patricio Guevara
- Victor Mendieta
- Pércival Piggott
- Luis Tejada
- Luis Henríquez
- Rolando Escobar